# Eristalinus quinquelineatus
Eristalinus quinquelineatus là một loài ruồi trong họ Ruồi giả ong (Syrphidae). Loài này được Fabricius mô tả khoa học đầu tiên năm 1781. Eristalinus quinquelineatus phân bố ở vùng Châu Phi